# 小马虎
小马虎，是中国大陆上海美术电影制片厂拍摄的的木偶戏动画作品，该片于1980年上映，讲述的是一名叫做马小虎的孩漫游马虎国的故事。

## 剧情简介
故事讲述一个叫做马小虎的小男孩，由于做什么都粗心大意马马虎虎，人称小马虎。有一天马小虎在做美术作业时，设计了一辆名为“吧吧，呜”的小汽车，可是由于太马虎不但车轮被他画成了大鸭蛋，签名也被他写成了“小马虎”。还因为文具胡乱丢放，被这些文具物品齐聚起来将他狠狠嘲笑了一番。马小虎觉得生活很没意思，梦想着能去马虎国。此时在一旁的小绒猴神奇复活了，并满足了马小虎去马虎国的愿望，成功的将马小虎带到了马虎国，由于马小虎过于马虎，结果在马虎国大受欢迎，开始了一段奇妙的冒险之旅.......